# Новий Світ (Тернопіль)
Нови́й Сві́т — мікрорайон у північній частині Тернополя.
Офіційно приєднаний до міста 11 квітня 1937 року. Назва виникла в той час, коли у всіх на слуху була еміграція в Америку (Новий світ).
Мікрорайон обмежується вул. Бродівською зі сходу, вул. Соломії Крушельницької з півдня і Тернопільським ставом із заходу.

## Історія
У 1920—1930-х роках на ґрунті, розпарцельованому з маєтку Біла (землевласник Яків Вільнер), почало виростати поселення, назване Новим Світом. На плані-схемі міста Тернополя 1931 року, опрацьованому Юзефом Галічером, уже вперше згадується назва дільниці «Новий Світ».
З 11 квітня 1937 р. Новий Світ став складовою частиною Тернополя (за розпорядженням міністра внутрішніх справ) шляхом вилучення із ґміни Великого Глибочка, до складу якої входило поселення, і включення до громади міста Тернополя. Так народився новий квартал, який межував із Заруддям та Білою.
Після відновлення на Тернопільщині радянської влади розпочалася післявоєнна відбудова міста. Вона дала початок стрімкій забудові району Новий Світ у середині 1950-х років. Хоча руйнувань Новий Світ у Другу світову війну не зазнав, усе ж таки наділи на забудову власних будинків влада роздавала. Стрімка забудова була пов'язана також зі стрімким припливом нових робітників, найперше із сільської місцевості, потребою нових робочих місць на підприємствах, зокрема бавовняному комбінаті, «Ватрі», комбайновому заводі («Тернопільсільмаш») та інших, робітників, залізничників. Відрізняється достатньо хаотичною забудовою: власні будинки межують із п'яти- та дев'ятиповерхівками, промисловими підприємствами, тощо.
У радянські роки виникають багатоповерхові будинки, кінотеатр «Мир», готель «Чайка», відкриті музична школа, дитячі садочки.
У 1953 році здається в експлуатацію школа № 2.

## Вулиці
- Березова
- Білецька
- Броварна
- Броварний, пров.
- Івана Вагилевича
- Вільхова
- Академіка Володимира Гнатюка
- Якова Гніздовського
- Якова Головацького
- Академіка Івана Горбачевського
- Едварда Ґріга
- Ділова
- За Рудкою
- За Рудкою, пров.
- Устима Кармелюка
- Івана Котляревського
- Соломії Крушельницької
- Межова
- Набережна
- Северина Наливайка
- Полковника Данила Нечая
- Новий Світ
- Новий Світ-бічна
- Рівна
- Олени Теліги
- Холодний, пров.
- Транспортна
- Циганська
- Ясна

## Освітні заклади
- Тернопільська загальноосвітня школа-правовий ліцей № 2,
- корпус № 6 ЗУНУ,
- Стоматологічний факультет Тернопільського державного медичного університету імені І. Я. Горбачевського

## Релігія
- Церква святого Василія Великого УГКЦ;
- Церква святого великомученика Юрія Переможця УПЦ КП;
- протестантські громади;
- громада Свідків Єгови;
- громада Міжнародного Товариства Свідомості Крішни[2].

## Транспорт
Через мікрорайон курсують маршрутні таксі № 24, 26, 26А, 49. Поблизу по вулиці Бродівській — № 21, 28, по вулиці Соломії Крушельницької — № 13, 19, 36, 38, 39, 42, тролейбус № 10.